# تجارت شرکت (فیلم)
تجارت شرکت (به انگلیسی: Company Business) یک فیلم سینمایی آمریکایی در ژانر فیلم جاسوسی محصول سال ۱۹۹۱ میلادی به کارگردانی نیکولاس مایر و با بازی جین هکمن و میخاییل باریشنیکوف است.